# Heldmaschine/Diskografie
Diese Diskografie ist eine Übersicht über die musikalischen Werke der deutschen NDH-Band Heldmaschine.

## Alben

### Studioalben
| Jahr | Titel Musiklabel                     | Anmerkungen |
| ---- | ------------------------------------ | --- |
| 2012 | Weichen + Zunder MP Records/Soulfood | Erstveröffentlichung: 6. April 2012 (als Bandnamen Völkerball) Re-Release 2014 als Heldmaschine Produzent: Tom Dams |
| 2014 | Propaganda MP Records/Soulfood       | Erstveröffentlichung: 28. März 2014 Produzent: Tom Dams                                                             |
| 2015 | Lügen MP Records/Soulfood            | Erstveröffentlichung: 21. August 2015 Produzent: Tom Dams                                                           |
| 2016 | Himmelskörper MP Records/Soulfood    | Erstveröffentlichung: 4. November 2016 Produzent: Chris Harms                                                       |
| 2019 | Im Fadenkreuz MP Records/Soulfood    | Erstveröffentlichung: 27. September 2019 Produzent: Tom Dams                                                        |
| 2023 | Flächenbrand MP Records/Soulfood     | Erstveröffentlichung: 29. September 2023 Produzent: Tom Dams                                                        |
| 2025 | Eiszeit MP Records/Soulfood          | Erstveröffentlichung: 14. März 2025 Produzent: Tom Dams                                                             |

### Livealben
- 2018: Live und laut (MP Records/Soulfood)

### EPs
- 2019: Volles Brett (Im Fadenkreuz)

## Singles
- 2011: Gammelfleisch (Weichen und Zunder)
- 2012: Radioaktiv (Weichen und Zunder)
- 2013: Weiter! (Propaganda)
- 2014: Propaganda (Propaganda)
- 2015: Wer einmal lügt (Lügen)
- 2015: Collateral (Lügen)
- 2016: Sexschuss (Himmelskörper)
- 2021: Lockdown (Flächenbrand)
- 2022: Wozu sind Kriege da?
- 2023: Sucht (Flächenbrand)
- 2023: Hast du Angst? (Flächenbrand)
- 2023: Monoton (Flächenbrand)
- 2024: Karl Denke (Eiszeit)
- 2025: Schachmatt (Eiszeit)
- 2025: Raus (Eiszeit)
- 2025: Webterrorist (Eiszeit)

## Musikvideos
| Jahr | Titel                 | Regisseur(e)                       |
| ---- | --------------------- | ---------------------------------- |
| 2012 | Radioaktiv            | Mark Feuerstake                    |
| 2013 | Doktor                | Michael Bird                       |
| 2013 | Weiter!               | Mark Feuerstake                    |
| 2014 | Propaganda            | Mark Feuerstake                    |
| 2015 | Wer einmal lügt       | Mark Feuerstake                    |
| 2015 | Maskenschlacht        | Eduard Bragard, Simone Reifegerste |
| 2016 | Sexschuss             | Mark Feuerstake                    |
| 2017 | Die Braut, das Meer   | Mark Feuerstake                    |
| 2019 | Gottverdammter Mensch | Mark Feuerstake                    |
| 2023 | Sucht                 | Tom Dams                           |
| 2023 | Hast du Angst?        |                                    |
| 2023 | Monoton               |                                    |

## Sonstiges

### Exklusive Samplerbeiträge
- 2012: Weichen + Zunder (Radio Schwarze Welle Vol.4, 10/2010)

### Beiträge für andere Künstler
- 2013: Remix für Tanzwut Das Gerücht (19. Juli 2013)
- 2014: Remix für Ost+Front Liebeslied (5. Dezember 2014)[1]
- 2017: Remix für Erdling Es gibt dich nicht (17. März 2017)
- 2021: Song für Lord of the Lost "Ohne Zweifel" auf Judas Deluxe